# Uniforme de la selección de fútbol de Croacia

Escudo de armas de Croacia con el tradicional blasón ajedrezado, y la corona de armas de las cinco regiones históricas.

Pese a que el reconocimiento oficial del nacimiento de la selección de Croacia data de 1990, por su inminente independencia de Yugoslavia en 1991, ya surgió en la antigüedad un combinado del Estado Independiente de Croacia en la mitad de los años 40 que representó a los croatas futbolísticamente.
Pese a no ser considerados oficiales por la FIFA, son parte de la historia del combinado, y eran pues sus representantes.
En aquella época el combinado vistió una camiseta de color rojo y unos calzones blancos, colores identificativos del escudo croata. En el pecho portaron distintos escudos de la época. Uno de ellos, el escudo de la federación croata de 1940, creada en dichos años (pero que se disolvería posteriormente dentro de la yugoslava), y otro, el escudo de armas del Estado Independiente de Croacia.
No sería hasta 1990, con su independencia, cuando adoptarían la característica camiseta ajedrezada con cuadros rojiblancos por la totalidad de la camiseta, en honor a su escudo. Los tonos pues, seguirían presentes, y se le añadiría el color azul a sus segundas equipaciones, y a las medias de ambos conjuntos, en referencia a los tres colores de la bandera croata.
Se adoptó el escudo de la Federación Croata de Fútbol para la camiseta, y seguiría junto a la camiseta, presente hasta la actualidad.

## Evolución cronológica

### Local
| 1940 | 1990-1994 | 1994 | 1994-1995 | 1995-1998 | 1998-2000 | 2000-2002 | 2002-2004 | 2002-2004 | 2004-2006 |  |

| 2006-2008 | 2008-2010 | 2010-2012 | 2012-2014 | 2014-2016 | 2016-2018 | 2017-2018 | 2018-2020 | 2018-2020 | 2020-2022 |  |

| 2022-2024 | 2024-Actual |

### Visitante
| 1995-1998 | 1998-2000 | 2000-2002 | 2002-2004 | 2002-2004 | 2004-2006 | 2004-2006 | 2006-2008 | 2008-2010 | 2010-2012 |  |

| 2010-2012 | 2012-2014 | 2014-2016 | 2016-2018 | 2018-2020 | 2018-2020 | 2020-2022 | 2022-2024 | 2024-Actual |

### Combinaciones
| 1995-1998 | 1998-2000 | 1999 vs RF Yugoslavia | 2000 vs Escocia | 2001-2002 | 2002 vs Italia | Eurocopa 2004 y 2005 vs Islandia | 2006-2008 | 2006 vs Rusia | 2010 vs Grecia |  |

| 2012-2014 | 2013 vs Escocia | 2014-2016 | 2017 vs México | 2018 vs España |  |

### Porteros
| 1990 | 1996 |

| 1996 | 1996 | 1998 | 1998 | 1998 | 2000 | 2000 | 2000 | 2002 | 2002 |  |

| 2002 | 2004 | 2004 | 2004 | 2004 | 2006 | 2006 | 2006 | 2008 | 2008 |  |

| 2008 | 2010 | 2010 | 2010 | 2012 | 2012 | 2012 | 2014 | 2014 | 2014 |  |

| 2016 | 2016 | 2016 | 2018 | 2018 | 2018 | 2020 | 2020 | 2020 | 2020 | 2021 |  |

| 2022 |

### Proveedores
| Periodo de temporadas del acuerdo | Proveedor deportivo oficial | Origen                    |
| --------------------------------- | --------------------------- | ------------------------- |
| 1990-1991                         | Uhlsport                    | Bandera de Alemania       |
| 1992-1994                         | Lotto                       | Bandera de Italia         |
| 1994                              | Kappa                       | Bandera de Italia         |
| 1994-2000                         | Lotto                       | Bandera de Italia         |
| 2000-presente                     | Nike                        | Bandera de Estados Unidos |